# Begonia barszczolistna

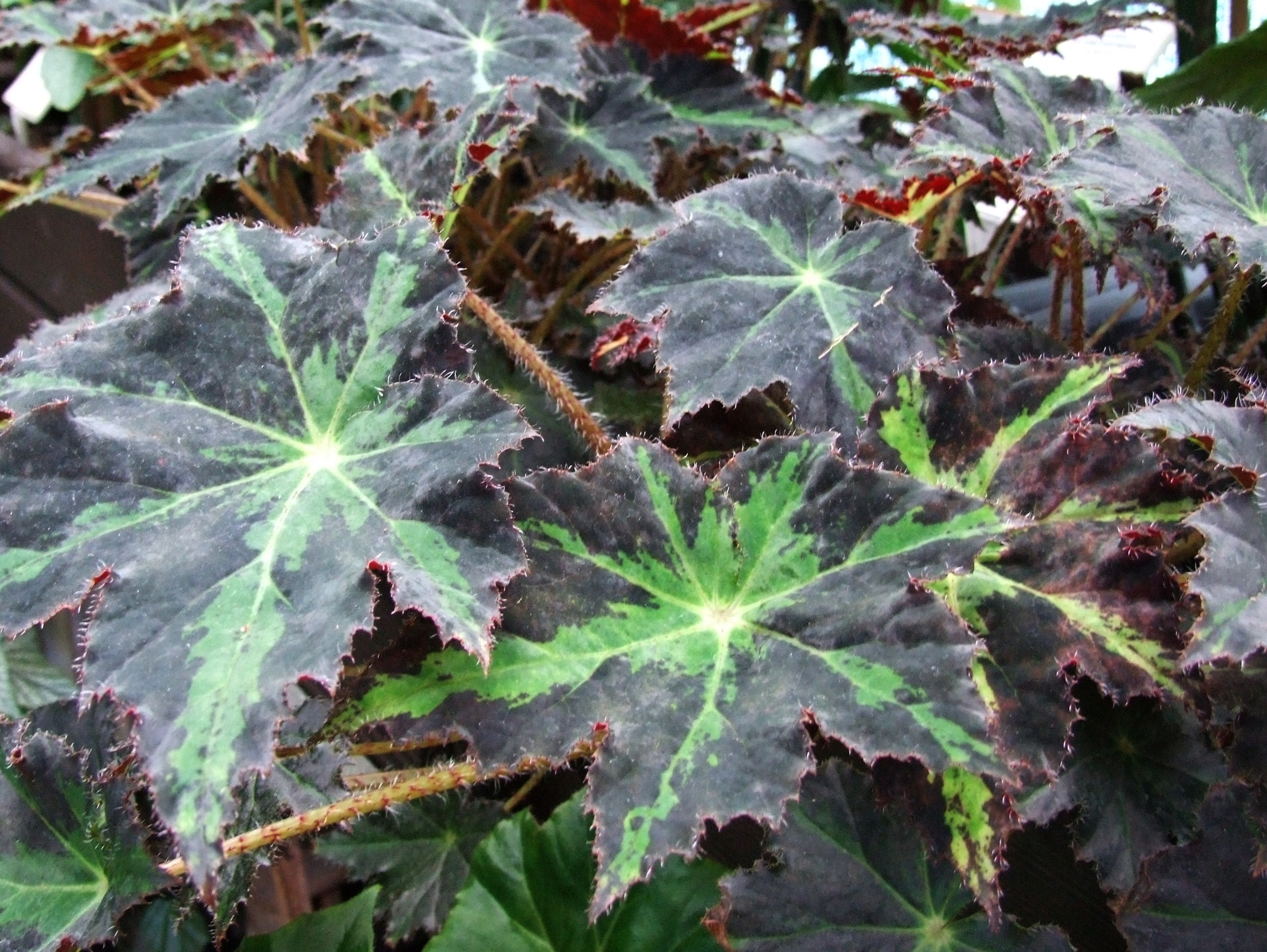

Begonia barszczolistna (Begonia heracleifolia) – gatunek rośliny z rodziny begoniowatych. W stanie dzikim rośnie w południowym (stany Tabasco i Chiapas), północnym i środkowym Meksyku oraz w Ameryce Środkowej: Belize, Gwatemala, Honduras, Panama. Jest w wielu krajach świata uprawiana jako roślina ozdobna, w Polsce głównie jako roślina pokojowa. Ogrodnicy zaliczają ją do grupy begonii wielkolistnych o ozdobnych liściach. W uprawie znajdują się głównie ozdobne kultywary.

## Morfologia
Ma duże, dłoniasto, głębokowcinane liście na silnie owłosionych ogonkach. Liście wybarwione są na ciemnobrązowy kolor z jasnozielonymi, plamami wzdłuż głównych nerwów. Owłosione są również brzegi blaszki liściowej. Ma krótką łodygę i tworzy szerokie rozety liściowe, ich ciekawy kształt, barwne plamy i owłosienie stanowią o głównych walorach dekoracyjnych tego gatunku begonii. W uprawie mieszkaniowej osiąga wysokość do 30 cm. Ze skrzyżowania Begonia heracleifolia i Begonia peponifolia otrzymano begonię rącznikolistną (Begonia ×ricinofolia).

## Uprawa
Ma podobne wymagania uprawowe, jak begonia królewska.
- Wymagania: Jest dość łatwa w uprawie. Lubi ziemię przewiewną, lekką. Jest wrażliwa na przeciągi i zanieczyszczenia, szczególnie wyziewy z piecyków gazowych. Wymaga minimalnej temperatury 13 °C w zimie i 15 °C w lecie. Najlepsza jest standardowa ziemia torfowa. Należy ją trzymać w miejscu dobrze naświetlonym, ale nie bezpośrednio na słońcu. Dobrze rośnie w małej doniczce, gdy jednak staje się zbyt ciasna, należy roślinę na wiosnę przesadzić do doniczki większej o jeden numer[4].
- Pielęgnacja: Podlewać należy wodą bezwapniową, nie zwilżając przy tym liści; latem dwa razy w tygodniu, zimą co 7–10 dni. Od kwietnia do września należy roślinę zasilać rozcieńczonym nawozem wieloskładnikowym. Gdy powietrze jest nadmiernie suche liście należy zraszać. Nie należy nabłyszczać liści. Przycinanie nie jest potrzebne, roślina bowiem nie tworzy wydłużonych pędów jak np. begonia koralowa. Nie wymaga również czyszczenia liści[4].
- Rozmnażanie: Najprościej poprzez podział rozrośniętych kęp, które wytworzyły nowe pędy. Zdarza się to jednak dość rzadko. Najłatwiej rozmnaża się ją poprzez sadzonki pędowe. Można też poprzez sadzonki liściowe, które przygotowuje się późną wiosną i ukorzenia w temperaturze ok. 21 °C w rozmnażarce (pod folią lub szkłem). Wyhodowanie nowej rośliny trwa dość długo, z tego też względu zazwyczaj kupuje się wyhodowane przez specjalistów młode rośliny[4].